# Hellas Verona Football Club 1997-1998
Questa voce raccoglie le informazioni riguardanti l'Hellas Verona Football Club nelle competizioni ufficiali della stagione 1997-1998.

## Stagione
Nella stagione 1997-1998 l'Hellas Verona disputa il campionato cadetto, Allenato da Luigi Cagni raccoglie 53 punti con il settimo posto in classifica. Le ambizioni veronesi di inizio stagione sono venute meno, perché di fatto l'Hellas è sempre rimasto lontano dal treno promozione. Al termine del girone di andata chiuso con 27 punti, restavano ancora alcune speranze di reinserimento nel giro promozione, ma tali sono rimaste nel girone di ritorno. Nemmeno il cambio del tecnico, sostituito dopo la sconfitta interna (0-1) con il Venezia del 21 marzo, sostituito da Sergio Maddè, ha sortito qualche effetto. Nella Coppa Italia l'Hellas supera l'Atletico Catania nel doppio confronto del primo turno, nel secondo viene eliminata dalla Roma.
Ben 4 le partite finite con più di 3 gol di scarto al Bentegodi: 4-0 al Torino, Chievo e Genoa; 5-1 al Padova.
Miglior marcatore in campionato fu Antonio De Vitis segnando 12 reti in 34 partite giocate. A seguire Aglietti con 9; Ghirardello con 6; Binotto con 5; Colucci e Corini con 3; Baroni, Giandebiaggi. Manetti e Vanoli con 2; Ferrarese. Giunta e Italiano con 1 rete.

## Divise e sponsor
Il fornitore rimase Erreà, mentre lo sponsor ufficiale è ZG Camini Inox.
| Casa | Trasferta | Terza divisa |

## Rosa
| N. |                   | Ruolo | Calciatore          |
| -- | ----------------- | ----- | ------------------- |
| 1  | Italia (bandiera) | P     | Graziano Battistini |
| 2  | Italia (bandiera) | D     | Diego Caverzan      |
| 3  | Italia (bandiera) | D     | Paolo Vanoli        |
| 4  | Italia (bandiera) | C     | Salvatore Giunta    |
| 5  | Italia (bandiera) | C     | Eugenio Corini      |
| 6  | Italia (bandiera) | D     | Settimio Lucci      |
| 7  | Italia (bandiera) | A     | Vincenzo Iacopino   |
| 8  | Italia (bandiera) | C     | Marco Giandebiaggi  |
| 9  | Italia (bandiera) | A     | Antonio De Vitis    |
| 10 | Italia (bandiera) | C     | Jonathan Binotto    |
| 11 | Italia (bandiera) | A     | Alfredo Aglietti    |
| 12 | Italia (bandiera) | P     | Gennaro Iezzo       |
| 13 | Italia (bandiera) | D     | Matteo Girlanda     |
| 14 | Italia (bandiera) | C     | Mirko Monetta       |
| 15 | Italia (bandiera) | A     | Stefano Ghirardello |

| N. |                   | Ruolo | Calciatore            |
| -- | ----------------- | ----- | --------------------- |
| 16 | Italia (bandiera) | D     | Marco Baroni          |
| 17 | Italia (bandiera) | C     | Alessandro Manetti    |
| 18 | Italia (bandiera) | C     | Leonardo Colucci      |
| 19 | Italia (bandiera) | D     | Natale Gonnella       |
| 20 | Italia (bandiera) | C     | Daniele Amerini       |
| 21 | Italia (bandiera) | P     | Davide Zomer          |
| 22 | Italia (bandiera) | C     | Claudio Ferrarese     |
| 23 | Italia (bandiera) | D     | Giovanni Serao        |
| 24 | Italia (bandiera) | D     | Sebastiano Siviglia   |
| 25 | Italia (bandiera) | C     | Vincenzo Italiano     |
| 27 | Italia (bandiera) | D     | Andrea Da Rold        |
| 28 | Italia (bandiera) | A     | Massimiliano Esposito |
|    | Italia (bandiera) | D     | Salvatore Esposito    |
|    | Italia (bandiera) | C     | Marco Candotti        |

## Risultati

### Serie B

#### Girone di andata
| Arbitro: | Pairetto (Torino) |

|                                  |           |  |
| Artistico 22’ (rig.) Di Vaio 49’ | Marcatori |  |

| Arbitro: | Paparesta (Bari) |

|                                         |           |                                  |
| Ghirardello 24’ Aglietti 33’ 41’ (rig.) | Marcatori | 75’ (rig.) Masolini 84’ D'Aversa |

| Padova 14 settembre 1997 3ª giornata | Padova               | 0 – 0 referto | Verona | Stadio Euganeo\| Arbitro: \| Farina (Novi Ligure) \| |
| Arbitro:                             | Farina (Novi Ligure) |               |        |                                                      |

| Arbitro: | Rossi (Ciampino) |

|                                     |           |          |
| De Vitis 39’ (rig.) Ghirardello 72’ | Marcatori | 6’ Silva |

| Arbitro: | Tombolini (Ancona) |

|                         |           |                    |
| Giandebiaggi 49’ (aut.) | Marcatori | 71’ (aut.) Zanutta |

| Arbitro: | Messina (Bergamo) |

|                                                    |           |  |
| De Vitis 4’ Giandebiaggi 63’ Vanoli 70’ Corini 75’ | Marcatori |  |

| Arbitro: | Cesari (Genova) |

|                                                        |           |  |
| L. Colucci 1’ Aglietti 26’ Corini 41’ Giandebiaggi 86’ | Marcatori |  |

| Arbitro: | Bazzoli (Milano) |

|                  |           |  |
| P. Bresciani 89’ | Marcatori |  |

| Arbitro: | Rosetti (Torino) |

|                                 |           |                         |
| Aglietti 61’ 74’ L. Colucci 70’ | Marcatori | 51’ Vukoja 91’ Chianese |

| Ancona 9 novembre 1997 10ª giornata | Ancona             | 0 – 0 referto | Verona | Stadio Del Conero\| Arbitro: \| Gambino (Barletta) \| |
| Arbitro:                            | Gambino (Barletta) |               |        |                                                       |

| Arbitro: | Racalbuto (Gallarate) |

|                                            |           |  |
| De Vitis 18’, 25’ Aglietti 90’ Binotto 93’ | Marcatori |  |

| Arbitro: | Rodomonti (Teramo) |

|             |           |  |
| Palumbo 51’ | Marcatori |  |

| Arbitro: | Bazzoli (Milano) |

|            |           |  |
| Fiorio 90’ | Marcatori |  |

| Arbitro: | Pellegrino (Barcellona Pozzo di Gotto) |

|  |           |            |
|  | Marcatori | 73’ Rapajc |

| Arbitro: | Collina (Viareggio) |

|  |           |                     |
|  | Marcatori | 41’ (rig.) Aglietti |

| Arbitro: | Sirotti (Forlì) |

|              |           |           |
| De Vitis 42’ | Marcatori | 19’ Sesia |

| Arbitro: | Branzoni (Pavia) |

|             |           |  |
| Stellone 5’ | Marcatori |  |

| Verona 18 gennaio 1998 18ª giornata | Verona            | 0 – 0 referto | Castel di Sangro | Stadio Marcantonio Bentegodi\| Arbitro: \| Bonfrisco (Monza) \| |
| Arbitro:                            | Bonfrisco (Monza) |               |                  |                                                                 |

| Arbitro: | D'Agnello (Trieste) |

|            |           |            |
| Sotgia 26’ | Marcatori | 33’ Vanoli |

#### Girone di ritorno
| Arbitro: | Ceccarini (Livorno) |

|  |           |                        |
|  | Marcatori | 57’ Greco 91’ Kolousek |

| Arbitro: | Lana (Torino) |

|                                                  |           |                 |
| Francioso 14’, 70’, 85’ Zappella 43’ Crovari 90’ | Marcatori | 58’ Ghirardello |

| Arbitro: | Trentalange (Torino) |

|                                                          |           |                   |
| Baroni 23’ De Vitis 28’, 46’ Ghirardello 39’ Binotto 53’ | Marcatori | 77’ De Franceschi |

| Arbitro: | Bolognino (Milano) |

|                        |           |              |
| Muzzi 54’ De Patre 56’ | Marcatori | 65’ De Vitis |

| Arbitro: | Paparesta (Bari) |

|                            |           |  |
| Giunta 60’ Ghirardello 65’ | Marcatori |  |

| Arbitro: | Bonfrisco (Monza) |

|                                 |           |                    |
| Lentini 12’ Ferrante 29’ (rig.) | Marcatori | 33’ (aut.) Fattori |

| Arbitro: | Bettin (Padova) |

|                              |           |  |
| F. Cossato 63’ Zanchetta 86’ | Marcatori |  |

| Arbitro: | De Santis (Tivoli) |

|  |           |           |
|  | Marcatori | 76’ Luppi |

| Foggia 5 aprile 1998 28ª giornata | Foggia          | 0 – 0 referto | Verona | Stadio Pino Zaccheria\| Arbitro: \| Sputore (Vasto) \| |
| Arbitro:                          | Sputore (Vasto) |               |        |                                                        |

| Arbitro: | Pin (Conegliano) |

|                          |           |  |
| Manetti 11’ De Vitis 87’ | Marcatori |  |

| Arbitro: | Sirotti (Forlì) |

|            |           |  |
| Kallon 55’ | Marcatori |  |

| Arbitro: | Calabrese (Avezzano) |

|                         |           |               |
| De Vitis 32’ Corini 58’ | Marcatori | 39’ Sassarini |

| Arbitro: | Cardella (Torre del Greco) |

|                 |           |             |
| Ghirardello 81’ | Marcatori | 54’ Boscolo |

| Arbitro: | Paparesta (Bari) |

|                                     |           |              |
| Bernardini 45’ (rig.) Matrecano 75’ | Marcatori | 56’ Italiano |

| Arbitro: | Gambino (Barletta) |

|  |           |           |
|  | Marcatori | 39’ Sullo |

| Arbitro: | Dagnello (Trieste) |

|  |           |                               |
|  | Marcatori | 46’ Binotto 78’, 90’ Aglietti |

| Arbitro: | Rosetti (Torino) |

|                                |           |  |
| Baroni 25’ De Vitis 92’ (rig.) | Marcatori |  |

| Arbitro: | Lana (Torino) |

|  |           |                         |
|  | Marcatori | 36’ Manetti 88’ Binotto |

| Arbitro: | Strazzera (Trapani) |

|                                                       |           |                        |
| L. Colucci 21’ Binotto 49’ Ferrarese 54’ De Vitis 61’ | Marcatori | 4’ Buonocore 73’ Mussi |

### Coppa Italia
| Arbitro: | Gambino (Barletta) |

|  |           |                  |
|  | Marcatori | 83’ Giandebiaggi |

| Arbitro: | Rosetti (Torino) |

|                               |           |  |
| Aglietti 20’, 89’ Manetti 60’ | Marcatori |  |

| Arbitro: | Pellegrino (Barcellona Pozzo di Gotto) |

|                                                                                |           |                              |
| Balbo 24’ (rig.) Aldair 40’ Di Biagio 52’ Di Francesco 64’ Gonnella 84’ (aut.) | Marcatori | 25’, 43’ Aglietti 62’ Vanoli |

| Arbitro: | Ceccarini (Livorno) |

|              |           |                         |
| Siviglia 76’ | Marcatori | 8’ Aldair 59’ Di Biagio |